# Prophète
Pour les articles homonymes, voir Prophète (homonymie).
Prophète, au féminin prophétesse, est un mot provenant du latin et emprunté au grec ancien προφήτης / prophḗtēs, « interprète de la parole divine ». Au côté de ce sens littéral toujours actuel, le mot peut de nos jours aussi désigner « celui ou celle qui prédit l’avenir, prétend révéler des vérités cachées au nom d’un dieu dont il se dit inspiré ». Le sens du mot dans la Bible est élargi : ce n'est plus spécifiquement une personne qui parle de l'avenir (comme un devin), mais une personne qui parle au nom de Dieu, donnant des messages de sagesse, dénonçant le mal, dictant des conduites à tenir.
Les critères pour différencier les vrais prophètes des faux dépendent de chaque religion : judaïsme, christianisme, islam, religion grecque antique, zoroastrisme, manichéisme, etc.
Le prophète se dit au service de la divinité et mû par elle. Il va souvent à l'encontre de l'opinion de ses concitoyens et forme ainsi un contre-pouvoir, forme d'antidote à l'embourgeoisement institutionnel.
D'une façon générale, on désigne par prophète toute personne qui a fait une prophétie en annonçant par avance un événement que les personnes à qui il s'adressait considéraient comme imprévisible.

## Étymologie
Le mot français « prophète » est composé du grec pro (à l'avance) et du verbe phesein (dire). Ainsi, un προφήτης (prophḗtēs) est quelqu'un qui prédit des événements futurs et transmet également des messages du divin aux humains. Dans une interprétation différente, cela signifie avocat ou orateur.

« Prophète » en hébreu se dit נביא (nabī) qui veut dire « porte-parole ». Le mot comporte une autre notion que celle véhiculée habituellement puisqu'il signifie également « produire » plutôt qu'« apporter au-devant/à l'avance ». La signification de Navi est peut-être décrite dans le Deutéronome 18:18, où Dieu dit : 
« ... et Je mettrai Mes paroles dans sa bouche, et il leur dira tout ce que Je lui commanderai ». 
Ainsi, le Navi est considéré comme la « bouche » de Dieu. La racine hébraïque noun/beth/alef composant le mot Navi s'appuie sur les deux lettres noun (נ) et beth (ב) (à la graphie ouverte) qui dénotent le creux ou l'ouverture ; pour recevoir la sagesse transcendantale, il faut « s'ouvrir », dit le Rashbam.

## Concept
Max Weber distingue le prêtre, qui appartient à l'institution, du prophète charismatique. Mais certains prêtres montrent une capacité à s'approprier des prophéties et ont une grande aura sacrale.

## Prophètes dans le Proche-Orient ancien
Certains textes du Proche-Orient ancien montrent des insertions prophétiques après que les événements se sont déroulés et qui servaient le plus souvent à légitimer le pouvoir. Ce genre est connu par l'historiographie sous le terme de vaticinium ex eventu (« prophétie de l'événement »). La Bible hébraïque « admet l'existence d'un prophétisme non israélite (Nombres, XXII-XXIV : Balaam ; I Rois, XVIII : les prophètes de Baal), ce que confirme l'étude du Proche-Orient ancien ».
Les prophètes de l'Antiquité sont généralement des personnes proches des cours souveraines ou du haut clergé (médecins, astronomes, prêtres).
Des tablettes d'argile du IIIe millénaire en Mésopotamie évoquent des devins qui pratiquent l'oniromancie, la tératomancie (art divinatoire utilisant les malformations), la lécanomancie. La conception de l'époque privilégie le devin au prophète car elle considère que seuls les esprits divins connaissent l'avenir ou le communiquent par des signes aux devins.

## Prophètes dans le judaïsme
Pour le judaïsme, un prophète parle au nom du Dieu d'Israël (YHWH) au peuple d'Israël et annonce des événements à venir si le peuple ne change pas de comportement, afin de se conformer à la Loi juive, et opère, à titre de preuve, un ou plusieurs miracles. Il est son porte-parole.
Dans la Bible, les Nevi'im (en hébreu נביאים / nébīīm, « Prophètes ») forment la seconde partie du Tanakh (Bible hébraïque), après la Torah (Pentateuque) et avant les Ketouvim (Autres Écrits). Les Nevi'im (ou Nəḇî'îm) sont souvent désignés sous le nom de « Livres prophétiques » ou « Livres des Prophètes » en français, ou même simplement de « Prophètes ». Abraham est le premier prophète désigné dans la Torah, ensuite vient Moïse le plus important. L'ensemble des Prophètes est divisé en grands et petits Prophètes selon un ordre chronologique,.
Les prophètes les plus connus sont Abraham, Moïse, Josué, Samuel, Élie, Élisée, Isaïe, Jérémie, Ezechiel, puis arrivent les petits prophètes avec Osée, Joël, Amos, Abdias, Jonas, Michée, Nahum, Habacuc, Sophonie, Aggée, Zacharie et Malachie. Le Talmud énumère (Meguila 14a) sept prophétesses auxquelles Dieu s'est dévoilé : Sarah, Myriam, Débora, Hannah, Abigaël, Houldah et Esther.
Les prophètes du Tanakh (Bible hébraïque) ne sont pas toujours juifs, ainsi le prophète non-juif Balaam dans le Livre des Nombres (22) ou selon le Talmud, Abdias s'est converti au judaïsme.
Pour le Talmud, les derniers nevi'im (prophètes) mentionnés dans la Bible hébraïque sont Aggée, Zacharie et Malachie qui ont tous vécu à la fin de l'exil babylonien en 70 de l'ère commune.
Ces prophètes juifs ne servaient pas à légitimer le pouvoir politique, au contraire, très souvent ils le critiquaient ou s'y opposaient.
Les critères permettant à Israël de reconnaître le vrai prophète sont en général son comportement, son désintéressement, son indépendance voire sa marginalité. Un critère semble fondamental : « si quelqu’un entraîne Israël dans l’impasse ou s’il l’invite à oublier son Dieu », il ne peut jamais être son prophète,. « Le Deutéronome évoque la possibilité que se lèvent des prophètes dont la parole s’appuiera sur des prodiges, mais qui, ensuite, entraîneront le peuple dans les voies de l’apostasie ».
La tradition dit que dès le premier exil d'Israël, de sa terre vers Babylone, Dieu s'est arrêté de se dévoiler par la prophétie jusqu'à la venue du Messie.
Pour les croyants, bien que répondant à leurs propres règles, les prophéties annoncées dans la Torah s'accomplissent dans leurs moindres détails des centaines ou des milliers d’années plus tard.

## Prophètes dans le christianisme
Pour les chrétiens, « visions et prophétie sont des choses communes dans le peuple de Dieu ».

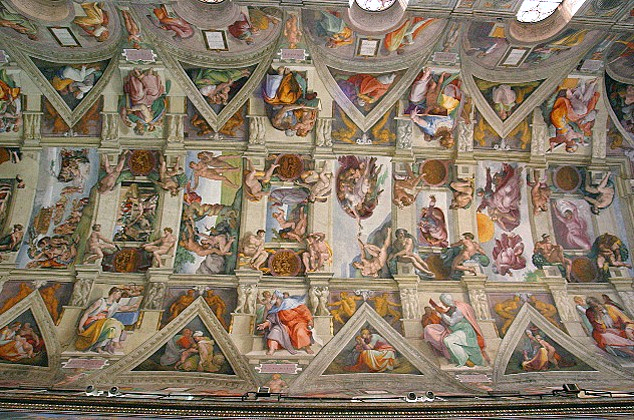
Le plafond de la chapelle Sixtine représente les apôtres, les anges et les sibylles.

### L'Ancien Testament
Les chrétiens reconnaissent les mêmes prophètes que les Juifs pour l'Ancien Testament.

### Le Nouveau Testament
Un faux prophète est, selon la Bible qui utilise le terme régulièrement, un prophète reconnu à tort de son vivant, généralement quelqu'un qui n'ouvre pas les yeux sur le mal que commet le peuple, mais contesté par un autre prophète qui, lui, parlerait effectivement au nom de Dieu,.
Le don de prophétie est fréquent dans l’Église du temps des apôtres. En plus des prophètes de l'Ancien Testament, le Nouveau Testament, cite notamment :
- saint Jean Baptiste (Évangiles), qui annonce la venue de Jésus[24].
- Anne :

« Il y avait aussi une prophétesse, Anne, fille de Phanuel, de la tribu d'Aser. Elle était fort avancée en âge, et elle avait vécu sept ans avec son mari depuis sa virginité. Restée veuve, et âgée de quatre-vingt-quatre ans, elle ne quittait pas le temple, et elle servait Dieu nuit et jour dans le jeûne et dans la prière. Étant survenue, elle aussi, à cette même heure, elle louait Dieu, et elle parlait de Jésus à tous ceux qui attendaient la délivrance de Jérusalem. »

— Luc 2,36-38.
- La foule s'adresse à Jésus en tant que prophète (Mc 6:15; 8:28; Mt 21:11 ; Lc 24:19; Jn 6:14) mais lui-même ne s’attribue pas ce titre.

Le dernier livre du Nouveau Testament, l'Apocalypse est considéré comme une longue prophétie, une révélation (sens du mot grec d’apocalypse) de la fin des temps.
Dans l'Église primitive, on constate l'existence de plusieurs personnes appelées prophètes :
- Agabus

« Comme nous étions là depuis plusieurs jours, un prophète, nommé Agabus, descendit de Judée. »

— Actes des apôtres 21,10.
- Jude et Silas

« Jude et Silas, qui étaient eux-mêmes prophètes, les exhortèrent et les fortifièrent par plusieurs discours. »

— Actes des apôtres 15,32.
- Plusieurs membres de l'Église d'Antioche :

« Il y avait dans l’Église d’Antioche des prophètes et des docteurs : Barnabas, Siméon appelé Niger, Lucius de Cyrène, Manahen, qui avait été élevé avec Hérode le tétrarque, et Saul. »

— Actes des apôtres 13,1.
Dans le Nouveau Testament, il est dit de Jésus qu'il est le Messie annoncé par les prophètes de l'Ancien testament, et que Jean-Baptiste est le plus grand de tous les prophètes. De fait, ses discours sont parsemés de prophéties, comme celle de la destruction du Temple.
Le Nouveau Testament parle également de prophètes comme faisant partie des personnes ayant reçu certains dons de la part de l'Esprit Saint après leur conversion à Jésus Christ.

« C'est lui qui a fait don de certains comme apôtres, d'autres comme prophètes, d'autres comme évangélistes, et d'autres encore comme pasteurs et enseignants. »

— Éphésiens 4,11.
Le prophétisme chrétien se manifeste d'abord dans le christianisme oriental et ses anachorètes. Le montanisme représente la dernière résurgence du prophétisme chrétien. Condamné par saint Augustin, il disparaît au haut Moyen Âge pour réapparaître au Xe siècle, dans le contexte des croisades, avec la relecture des prophéties des livres sibyllins qui auraient déjà annoncé la venue du Christ.
La Renaissance du XIIe siècle est marquée par des prophètes au sens restreint du terme : personnes qui ont le don de prédiction des évènements à venir : Joachim de Flore, prophète de l'« évangile éternel » et fondateur du joachimisme, Hildegarde de Bingen, première prophétesse chrétienne (dans la lignée des prophétesses de la Bible).
La guerre de Cent Ans, les famines et la peste sont l'occasion pour des prophètes (anonymes ou souvent se cachant sous des pseudonymes, parfois plus connus comme Brigitte de Suède, Marie Robine, Jean de Gand) de s'en prendre à l'institution ecclésiale fragilisée par le Grand Schisme d'Occident. La vulgarisation du prophétisme permet de répondre aux angoisses et à l'attente eschatologique. Certains prophètes, telle Jeanne d'Arc, se politisent en mettant leur espoir en des souverains seuls aptes selon eux à réformer l'Église et à être le sauveur providentiel.
Le développement de l'imprimerie permet la diffusion des prédictions chrétiennes attribuées à des saints, à des oracles antiques (sibylles) ou encore à des devins (Merlin), tel le Livre des prodiges.
La réforme protestante est animée à ses origines par la dynamique prophétique (Luther annonce ainsi la venue de l'Antéchrist) avant que sa théologie n'exclue les prophètes.
À l’époque moderne et contemporaine, des prophètes continuent de s'exprimer dans les sociétés chrétiennes sécularisées, que ce soit à travers le militantisme basé sur des valeurs chrétiennes (tel Martin Luther King présidant la Southern Christian Leadership Conference, Charles Péguy ou des membres de la Communauté de Sant'Egidio) ou à travers des philosophes (tels Walter Benjamin ou Emmanuel Mounier).
On les trouve des critères pour différencier les vrais prophètes des faux dans les textes du Nouveau Testament pour les chrétiens.

## Prophètes dans l'islam

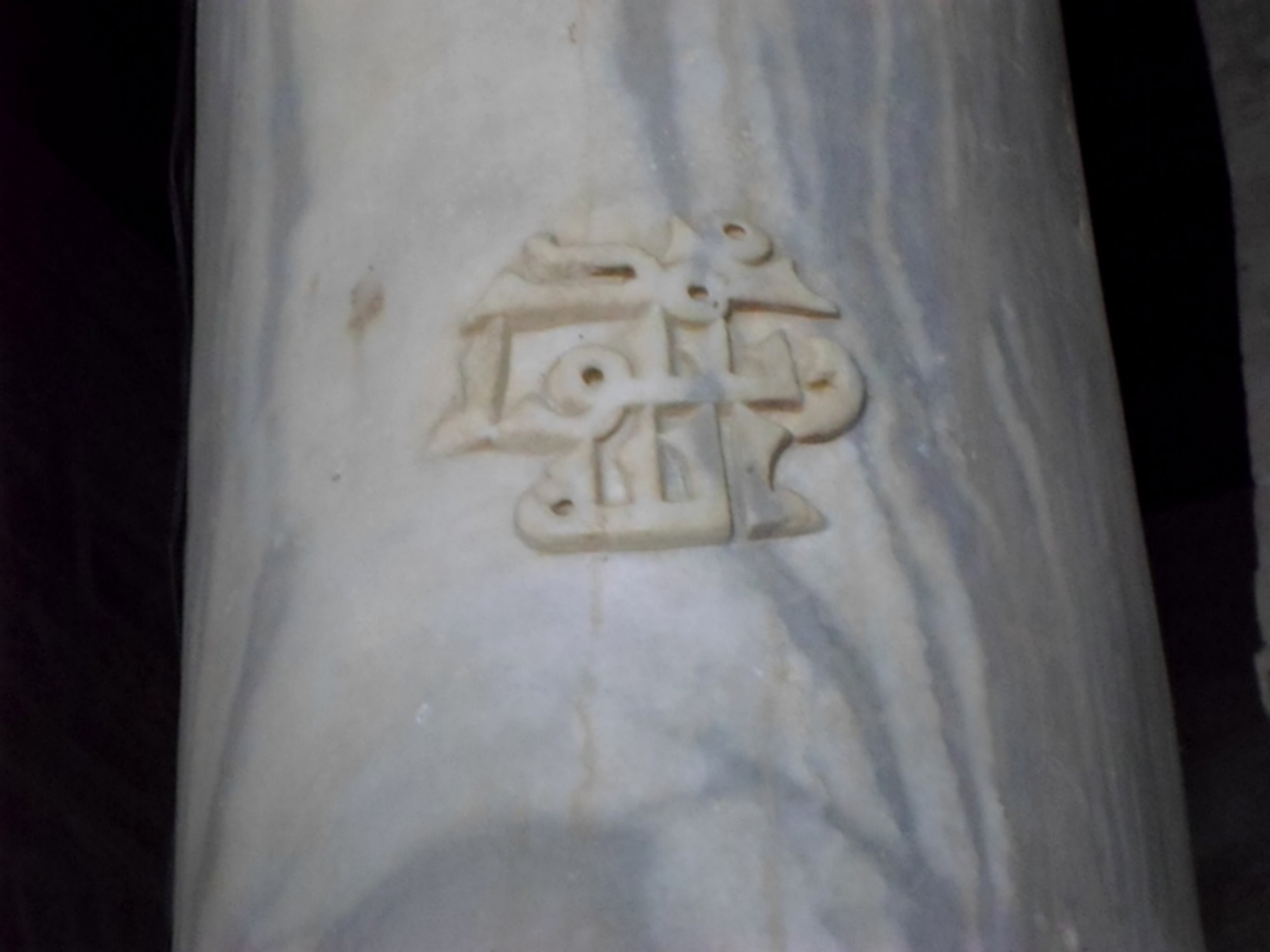
Inscription arabe en style coufique Muḥammad messager d'Allah relative au prophète Mahomet, gravée sur le fût d'une colonne de la grande mosquée de Kairouan.

Chez les musulmans, le cycle de la Prophétie est scellé par Mahomet, « prophète » a dans l'islam le sens d'« homme inspiré par Allah ».
Dans l'islam, sont appelés prophètes les douze patriarches de la Bible, d'autres personnalités importantes, puis Mahomet, le sceau des prophètes. Vingt-cinq prophètes (nabi / anbiya) sont nommés dans le Coran, un hadîth mentionne que chaque peuple de l'histoire a reçu au moins un prophète et qu'il y en a eu cent vingt-quatre mille en tout. Selon le Coran, le premier est Adam. Les plus importants en dehors de Mahomet lui-même sont Noé, Abraham, Moïse, David, Salomon et Jésus.
Le Coran cite plusieurs séries de messagers (rasûl) et de prophètes (nabî), certains sont connus de la Bible comme patriarches et non comme prophètes. Dans les sourates XXI (Les prophètes), IV (Les femmes), et III (ʿImran) un certain nombre sont cités dans une liste de « justes ».
| Adam آدم, ādam                    | Énoch إدريس, idrīs Idrîs                 | Noé نوح, nūḥ Nuh                                    | Abraham إبراهيم, ibrāhīm Ibrâhîm | Ismaël إسماعيل, ismāʿīl Ismâʿîl         | Loth لوط, lūṭ Lût     | Isaac إسحاق, isḥāq Ishâq    |
| Jacob يعقوب, yaʿqūb Yaʿqûb        | Joseph يوسف, yūsuf Yûsuf (fils de Jacob) | Joachim 2 عمران, ʿimran (2) ʿImran (père de Myriam) | Moïse مُوسَى, mūsā Mûsâ            | Aaron هارون, hārūn Hârûn                | Job أَيّوب, ayyūb Ayyûb | Jonas يونس, yūnas Yûnas     |
| Salomon سُلَيْمان, sulaymān Sulaymân | David داوود, dāwūd Dâwûd                 | Élie إِلْيَاس, ilyās Ilyâs                             | Élisée اليَسَعَ, al-yāsʿa al-Yâsʿa  | Ézéchiel ذَو الكِفْل, ḏū'l-kifl Dhû'l-Kifl | Esdras عزير, ʿUzair   | Luqman لقمان, Luqman Luqman |

Venant du Nouveau testament sont nommés comme prophètes :
| Zacharie زَكَرِيَّا, zakarīyā | Jean Baptiste يحْيى, yaḥyā Yahyâ | Jésus عِيسى, ʿīsā ʿIsâ |

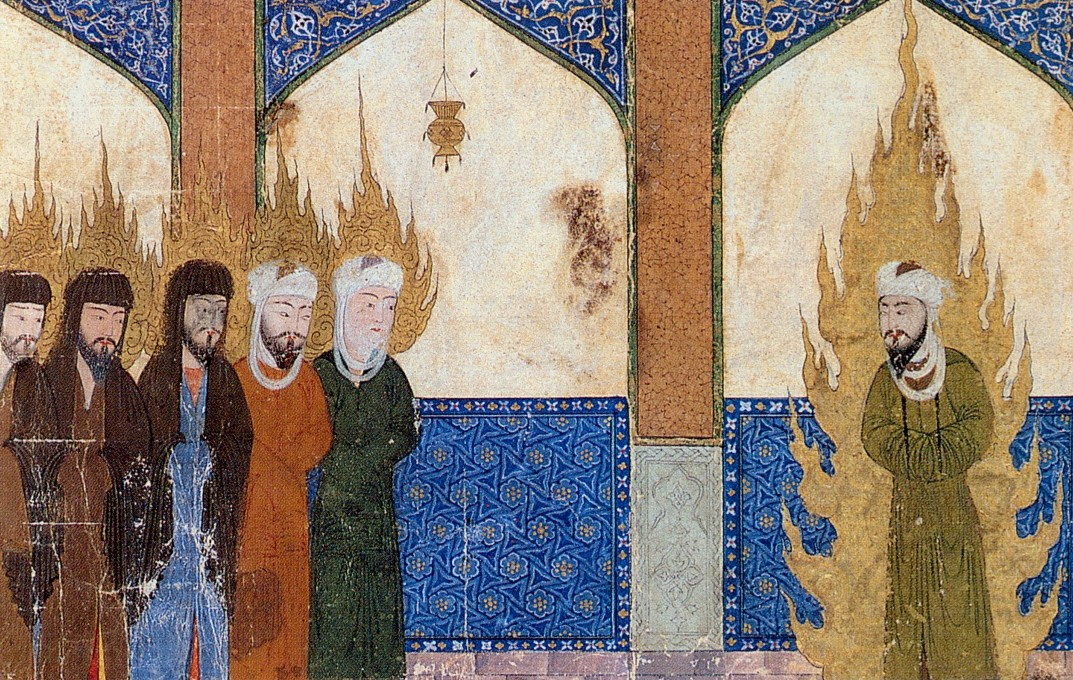
Manuscrit médiéval persan représentant Mahomet conduisant les prophètes Ibrahim, Moussa et 'Isã en prière.

Il y a aussi les prophètes purement arabes, parfois inconnus de la Bible. Chacun a été le prophète d’une tribu arabe.
| Hûd prophète des ʿAd هود, hūd | Jethro prophète des Madian شُعَيْب, šuʿayb, Chuʿayb (beau-père de Moïse) | Sâlih prophète des Thamûd صالح, ṣāliḥ |

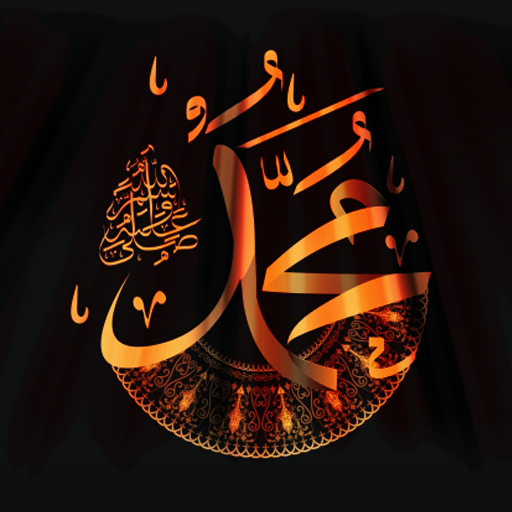
Représentation calligraphique du prophète Mahomet

Selon l'islam, certains de ces prophètes auraient été rejetés ou trahis par leur communauté, et celle-ci, détruite par Dieu.
Vient alors Mahomet, dernier prophète et récipiendaire de la révélation divine sous la forme du Coran. Pour l'islam ce serait donc le dernier prophète envoyé par Dieu auprès des hommes.

« Quiconque est bien dirigé, n'est dirigé que pour lui-même.

Quiconque est égaré n'est égaré qu'à son propre détriment.

Nul ne portera le fardeau d'un autre.

Nous n'avons jamais puni un peuple, avant de lui avoir envoyé un prophète. »

— Le Coran, « Le Voyage nocturne », XVII, 15, (ar) الإسراء.
Les prophètes Josué et Samuel sont aussi des personnages coraniques mais ils ne sont pas cités dans leur nom.
Il y a également des références à Isaïe.

## Quelques prophètes selon les autres croyances et documents
- Zoroastre (Zarathoustra) est le prophète persan fondateur du zoroastrisme (environ 1000 av. J.-C.).
- Mahâvîra (Vardhamana) est le prophète indien réformateur du jaïnisme (599-527 av. J.-C.).
- Mani (Manès) est le prophète persan fondateur du manichéisme (216-277). Chez les manichéistes, Mani est le successeur de Jésus et le dernier prophète.
- Michel de Nostre-Dame, ou Nostradamus, auteur d'un livre de prophéties.
- Malachie, auteur d'une liste prophétique de tous les papes.
- Jean Cavalier, prophète et chef de guerre des Camisards (1681-1740).
- Le Báb (Sayyid Ali Muhammad) est le prophète persan fondateur du babisme (1819-1850).
- Bahá'u'lláh (Mirza Husayn Ali Nuri) est le prophète persan fondateur du bahaïsme (1817-1892).
- Marcus Garvey est le prophète jamaïcain fondateur du mouvement rastafari (1887-1940).
- John Frum est le prophète du culte du cargo à Vanuatu.
- Isaiah Shembe est le prophète du culte Shembe en Afrique du Sud.